# مدژین (ترانه)
«مدژین» (به اسپانیایی: Medellín) ترانه‌ای از خواننده و ترانه‌سرای آمریکایی مدونا و خواننده کلمبیایی مالوما است. ترانه بعنوان تک‌آهنگ پیشگام از چهاردهمین آلبوم استودیویی مادام اِکس مدونا در ۱۷ آوریل ۲۰۱۹ انتشار یافت.

## اجراهای زنده
در ۱ مه ۲۰۱۹، مدونا و مالوما ترانه را در طی مراسم جوایز موسیقی بیلبورد برای نخستین‌بار به‌صورت زنده اجرا کردند. بیلبورد این اجرا را بعنوان «بهترین اجرای دوم شب» رتبه‌بندی کرد. ترانه پس از این اجرا با افزایش قابل توجه پخش ۲۶۱ درصدی از ۵۹۶ هزار به ۲٫۲ میلیون در رسانه‌های پخش اینترنتی روبرو شد.

## تاریخچه پخش
| منطقه    | تاریخ         | قالب(ها)                     | ناشر                  | م.     |
| -------- | ------------- | ---------------------------- | --------------------- | ------ |
| مختلف    | ۱۷ آوریل ۲۰۱۹ | دانلود دیجیتالی پخش اینترنتی | اینتراسکوپ رکوردز     | [ ۷ ]  |
| ایتالیا  | ۱۷ آوریل ۲۰۱۹ | Contemporary hit radio       | یونیورسال میوزیک گروپ | [ ۸ ]  |
| بریتانیا | ۲۷ آوریل ۲۰۱۹ | Contemporary hit radio       | پالیدور رکوردز        | [ ۹ ]  |
| مختلف    | ۹ مه ۲۰۱۹     | (ریمیکس)                     | اینتراسکوپ رکوردز     | [ ۱۰ ] |